# تشك (مياندشت)
تشك (بالفارسية: چک) هي منطقة ريفية مأهولة تقع في إيران في Miyandasht Rural District. يقدر عدد سكانها بـ 197 نسمة بحسب إحصاء 2016.